# De Jonge Samoerai: De Ring van Aarde
De Ring van Aarde is het vierde boek in de fictiereeks De Jonge Samoerai, geschreven door de Engelse auteur Chris Bradford. Het is de opvolger van De Weg van De Draak.
De Ring van Aarde speelt zich af begin zeventiende eeuw in Japan en gaat over Jack Fletcher, de gaijin samoerai. 

Na een oorlog is hij op weg naar huis, maar hij wordt gekidnapt door ninja's. Meestal zijn de samoerai 'goed' en de ninja's 'slecht', maar in dit boek is het juist andersom.
Het boek verscheen 10 dagen, 9 maanden en 2 jaar na het derde boek. Het boek verscheen enkel in paperback, terwijl de drie vorige boeken in zowel hardcover als paperback zijn verschenen.

## Eerder verschenen boeken
Eerder verschenen:
- De Weg van de Krijger (15 januari 2009)
- De Weg van het Zwaard (27 oktober 2009)
- De Weg van de Draak (16 november 2010)

Na het derde boek stopte de serie voorlopig, en ruim 2 jaar later besloot de uitgeverij toch door te gaan met 'De Ring'-boeken.
In het Engels zijn namelijk naast De Ring van Aarde ook al verschenen: The Ring Of Water, The Ring Of Fire, The Ring Of Wind & The Ring Of Sky.
Die 4 boeken worden waarschijnlijk binnen een paar jaar uitgegeven.
De eerste drie boeken verschenen in hardcover. Toen het derde boek verscheen, verschenen de eerste twee boeken in paperback. Op 26 augustus is naast De Ring van Aarde ook het derde boek in paperback verschenen. De uitgeverij heeft besloten om de serie in paperback voort te zetten.

## Samenvatting
Na de oorlog is Jack op weg naar huis. De reis verloopt goed tot Shono. Na een oneerlijk gevecht is hij gedwongen om het Igagebergte in te vluchten, het bolwerk van de ninja’s.
Hij weet te ontsnappen aan de samoerai, maar plotseling loopt hij in een val.
De val is opgezet door een 10-jarige jongen, Hanzo. Jack wordt door hem en Hanzo’s grootvader Soke meegenomen naar een lieflijk dorpje in de bergen.
Maar op een avond komt Jack erachter dat het een ninja-dorp is. Hij probeert te vluchten, maar het ninja-meisje Miyuki spoort hem op en neemt hem weer mee naar het dorp.
Gezien de samoeraipatrouilles besluit Jack te blijven en alles te leren over ninja’s. Hij krijgt les van Soke, de Ninja Grootmeester, samen met anderen.
Hoewel na een tijdje de ninja’s Jack beginnen te accepteren, blijft Miyuki ijskoud tegen hem doen. Haar ouders en kleine broertje waren vermoord door samoerai, dus ze heeft een hekel aan álle samoerai – ook Jack.
Soke leert Jack de Vijf Ringen: de vijf elementen van het universum die voorkomen in ninja-technieken en –tactieken. Maar hij leert nog meer: de Kunst van Heimelijkheid, waarbij je geluidloos moet kunnen bewegen, Drakenademhaling, een ademhalingsritme waardoor je minder snel uitgeput raakt, spelen op een shakuhachi. En Miyuki leert hem de Zestien Geheime Vuisten, waarbij je je lichaam gebruikt als wapen. Ze demonstreert deze technieken hardhandig bij hem, met plezier. 
Tenzen, de zoon van Shonin (het dorpshoofd), leert Jack hoe hij moet gooien met verschillende shuriken. Bij een tweede poging gooit Jack per ongeluk op de waterpot van Miyuki, waardoor ze helemaal nat wordt.
Ook moeten ze diep duiken, waarbij Soke pijlen op hun afvuurt. 
Na het diep duiken ontdekt Jack dat Hanzo een moedervlekje heeft in de vorm van een sakurabloemblaadje, precies zoals Akiko’s broertje Kiyoshi zou hebben. Akiko’s kleine broertje was ooit ontvoerd door de ninja Dokugan Ryu. Jack besluit zijn waarneming geheim te houden.
Voor al deze ninja-training vraagt Shonin hiervoor in ruil informatie over de Twee Hemelrijken, én een demonstratie. Hoewel Jack gezworen heeft om nooit iemand anders de Twee Hemelrijken te leren, besluit hij dit toch te doen.
Bij de demonstratie vecht hij tegen Miyuki, en tot haar grootste woede weet hij haar met de samoeraitechniek te verslaan. Daarna vertelt ze hem dat de beruchte ninja Dokugan Ryu een leerling van Soke was. Soke wist dat Dokugan Ryu verantwoordelijk was voor de dood van Jacks vader en Jacks stiefbroer Yamato, dus daarom besloot hij uit medelijden Jack Ninjutsu te leren. Jack is eerst boos, maar hij vergeeft Soke.
Om echt een ninja te worden, moet Jack Sokes kussen pakken zonder dat Soke dit merkt. Met de tweede poging lukt dit, en Jack is klaar voor de Test van Waarheid. Hierbij moet hij de ninjato van Soke ontwijken, wat zeer moeilijk is. Ondanks de moeilijkheid slaagt hij.
Maar het bestaan van het dorp wordt bedreigd door daimio Akechi. De daimio heeft als gezworen om alle ninja’s uit te roeien, en hij plant een aanval op het dorp, ondanks het feit dat hij de locatie niet weet.
Jack gaat met Miyuki, Shiro, Tenzen en Zenjubo op missie. Ze moeten uitzoeken hoeveel samoerai de daimio al heeft verzameld. Tijdens de missie wordt Jack gevangengenomen, en hij wordt opgesloten in de Tuin van de Hel. Hier worden mensen door daimio’s Akechi rechterhand Gemnan gemarteld.
Jack weet gelukkig te ontsnappen voordat de samoerai hem verhoren. Terug in het dorp wordt Jack wegens zijn loyaliteit officieel ingehuldigd als ninja.  Miyuki’s vijandigheid tegen hem verdwijnt en ze sluiten lichtelijk vriendschap.
Jack besluit Akiko een brief te schrijven over Hanzo/Kiyoshi. Hij geeft de brief aan een koopman die naar Toba gaat. Vervolgens moet hij wachten.
Nu Jack officieel ninja is, leert hij ninja-magie. En Tenzin leert hem nu shuriken te gooien naar een bewegend doel, wat nog niet echt wil lukken.
Tijdens het oogsten van de rijst wordt het dorp zonder waarschuwing aangevallen door samoerai. Snel gaan ze naar Shonins omheinde hoeve en ze maken zich klaar voor de aanval. De eerste aanval wordt afgeslagen, maar de samoerai weten door te breken en de ninja’s proberen te vechten tegen de in grote aantallen samoerai.
Jack en een paar anderen vluchten de hoeve in, maar de weg voor Soke, Hanzo en veel andere ninja’s is afgesloten. Twee samoerai weten ook de hoeve in te komen, maar plotseling vermoordt de een de ander. De aanvaller blijkt Akiko te zijn. Woordenuitwisseling is niet mogelijk door de situatie. Jack, Akiko en een paar andere ninja’s vluchten weg door een tunnel naar de bergen.

Vanaf daar zien ze hoe een twintigtal ninja’s – waaronder Soke, Hanzo, Momochi en Shonin – gevangen zijn genomen. Jack is nu met acht anderen: Tenzen, Miyuki, Akiko, Shiro, Kato, Danjo, Zenjubo en de smid Kajiya.
Akiko en Jack leggen de ninja’s uit over Hanzo. Om hem en de anderen te bevrijden, besluiten ze met z’n negenen om ze te redden uit De Tuin van de Hel. Dit doen ze midden in de nacht. Het lukt hen de Tuin binnen te komen, maar de ninja’s zitten opgesloten in een kooi. En degene die de sleutel daarvan heeft, is Gemnan… Jack en Miyuki moeten daimio Akechi’s kasteel binnendringen om te sleutel te halen. Voor Gemnans kamer ligt een Nachtegaalvloer, die een vogelgeluidje maakt als je erop loopt. Maar dankzij ninja-technieken weten ze geluidloos eroverheen te komen en de sleutels te pakken. Op de terugweg maakt de vloer toch één geluidje, maar het lijkt dat niemand het opgemerkt heeft.

Ze weten de kooi open te krijgen. Akiko herkent Hanzo meteen als haar broertje en ze is gelukkig. Hanzo begrijpt niet dat hij in feite een samoerai is, maar Soke - die dus niet zijn echte grootvader is - ontkent dit niet.

Met z’n allen proberen ze weg te komen, maar de weg wordt versperd door de daimio, Gemnan en soldaten. De daimio vertelt dat Shiro de ninja’s en de dorpslocatie heeft verraden, waarna hij de jongen vermoordt.

Vervolgens breekt een gevecht uit, waarbij Gemnan in een eigen martelwerktuig omkomt. De soldaten nemen de benen en de daimio verdwijnt ook.
Ze vluchten het bos in. Jack merkt dat het aantal ninja’s – gezien de doden – niet kan kloppen. Op dat moment stort daimio Akechi verkleed als ninja zich op Shonin. Snel gooit Jack een shuriken, in de daimio’s arm. Vervolgens vermoordt Zenjubo hem.
De ninja’s gaan een nieuw leven opbouwen, dieper in de bergen. En Hanzo gaat met hen mee, tot Akiko’s grote verdriet. Het kan ook niet anders, aangezien Hanzo de nieuwe Ninja Grootmeester zal worden.
Jack neemt afscheid van de ninja’s. Miyuki wil bijna vragen of hij mee wil komen, maar ze weet dat Jack Akiko al leuk vindt.
Jack vraagt Akiko of ze mee wil gaan met hem, maar ze weigert omdat ze haar moeder moet vertellen over Kiyoshi. Ze kust Jack op zijn wang en gaat weg.

Wederom gaat Jack, alleen, met de rutter en zijn andere bezittingen, verder op weg naar huis.

## Personages
- Jack Fletcher - hij was de eerste Engelsman die voet aan wal zette op Japan, en de eerste die samoerai werd. Nu is hij op weg naar huis.
- Akiko - een goede vriendin van Jack. Ze zijn verliefd op elkaar.
- Akechi - daimio van de provincie. Hij haat ninja's en heeft gezworen ze allemaal uit te roeien.
- Gemnan - sadistische samoerai die Akechi's rechterhand is. Hij is verantwoordelijk voor de dood van veel ninja's. Daarnaast leeft hij zich uit met het martelen van mensen.

Ninja's
- Soke - Ninja Grootmeester, en voormalig leraar van Drakenoog. Nu leert hij Jack alles over Ninjutsu.
- Hanzo - een jongen die bij Soke woont (hij denkt dat Soke zijn opa is). Hanzo werd door Drakenoog gered nadat zijn ouders waren vermoord. Jack vermoedt dat hij Akiko's broertje is.
- Miyuki - ze was nog maar een meisje toen haar familie werd vermoord. Sindsdien zijn samoerai haar aartsvijanden. Eerst is ze vijandig tegenover Jack, maar dit verandert.
- Shonin - hoofd van het ninja-dorp.
- Tenzen - zoon van Shonin. Hij is een expert met shuriken en hij raakt snel bevriend met Jack. Jack krijgt aan het einde van het boek vijf shuriken cadeau.
- Momochi - adviseur van Shonin. Hij wantrouwt Jack de hele tijd.
- Shiro - jongen die altijd en over alles klaagt. Aan het einde van het boek blijkt wat hij werkelijk is.
- Zenjubo - een zeer goede en ervaren ninja.
- Kajiya - smid in het ninja-dorp. Hij smeedt veel wapens voor de ninja's.
- Kobei - vriend van Hanzo.
- Danjo - een jonge ninja.
- Kato - een jonge ninja.
- Takamori - een sterke ninja, en een van de familiehoofden.
- Ishibe - de oom van Tenzen.

## De Vijf Ringen
De titels van de nieuwe boeken in deze serie zijn vernoemd naar De Vijf Ringen.
Dit zijn de vijf grote elementen van het universum: Aarde, Water, Vuur, Wind & Hemel.

De Vijf Ringen vormen de basis van hoe ninja’s het leven zien. Ninja's erkennen de kracht van de natuur en ze proberen daarmee in harmonie te leven.

Elk van de Ringen staat voor verschillende lichamelijke en geestelijke toestanden:
Aarde staat voor stabiliteit en zelfvertrouwen;
Water staat voor flexibiliteit en aanpassingsvermogen;
Vuur staat voor energie en toewijding;
Wind staat voor vrijheid, zowel van de geest als van het lichaam;
Hemel staat voor de Ruimte, vol dingen die buiten ons alledaagse leven staan, de onzichtbare kracht en creatieve energie van de kosmos.

De Vijf Ringen komen voor in alles wat ninja's doen. De Ringen zijn de inspiratie voor ninja-technieken en tactieken.

Beheers de Vijf Ringen: leer om standvastig te zijn zoals de Aarde, soepel te zijn als het Water, toe te slaan als Vuur, te rennen als de Wind en alziend te zijn als de Hemel. Dan ben je een ninja.

## Andere boeken in deze serie in het Nederlands
- De Weg van de Krijger (15 januari 2009)
- De Weg van het Zwaard (27 oktober 2009)
- De Weg van de Draak (16 november 2010)
- De Ring van Water (4 september 2014)
- De Ring van Vuur (8 mei 2015)
- De Ring van Wind (15 juli 2015)
- De Ring van de Hemel (20 november 2015)